# Chrístos Papoutsís
Chrístos Papoutsís (grec moderne : Χρήστος Παπουτσής), né le 11 avril 1953 à Larissa (Grèce), est un homme politique grec, membre du PASOK.
Commissaire européen à l'Énergie entre 1995 et 1999 (au sein de la Commission Santer), ministre de la Marine marchande entre 2000 et 2001, ministre de la Protection du citoyen entre 2010 et 2012, il est entre 2000 et 2012 député au Parlement grec.